# محوطه لنگر سرا
محوطه لنگر سرا مربوط به سده‌های اولیه دوران‌های تاریخی پس از اسلام است و در شهرستان ساری، بخش مرکزی، دهستان چهاردانگه، روستای بالاده واقع شده و این اثر در تاریخ ۹ بهمن ۱۳۸۶ با شمارهٔ ثبت ۲۰۶۸۶ به‌عنوان یکی از آثار ملی ایران به ثبت رسیده است.